# Saint-Basile (Quebec)
Saint-Basile é uma cidade localizada na província de Quebec no Canadá.